# 성찬
성찬(고대 그리스어: εὐχαριστία 에우카리스티아[*]) 또는 성만찬(The Holy Communion 홀리 커뮤니언[*]), "주님의 만찬"은 기독교의 성례전(또는 성사)중 하나이며, 최후의 만찬 때 그리스도가 자신의 죽음을 기념하여 빵과 포도주를 나누라고 하셨다는 복음서 말씀을 따르는 성례전 또는 성사이다.

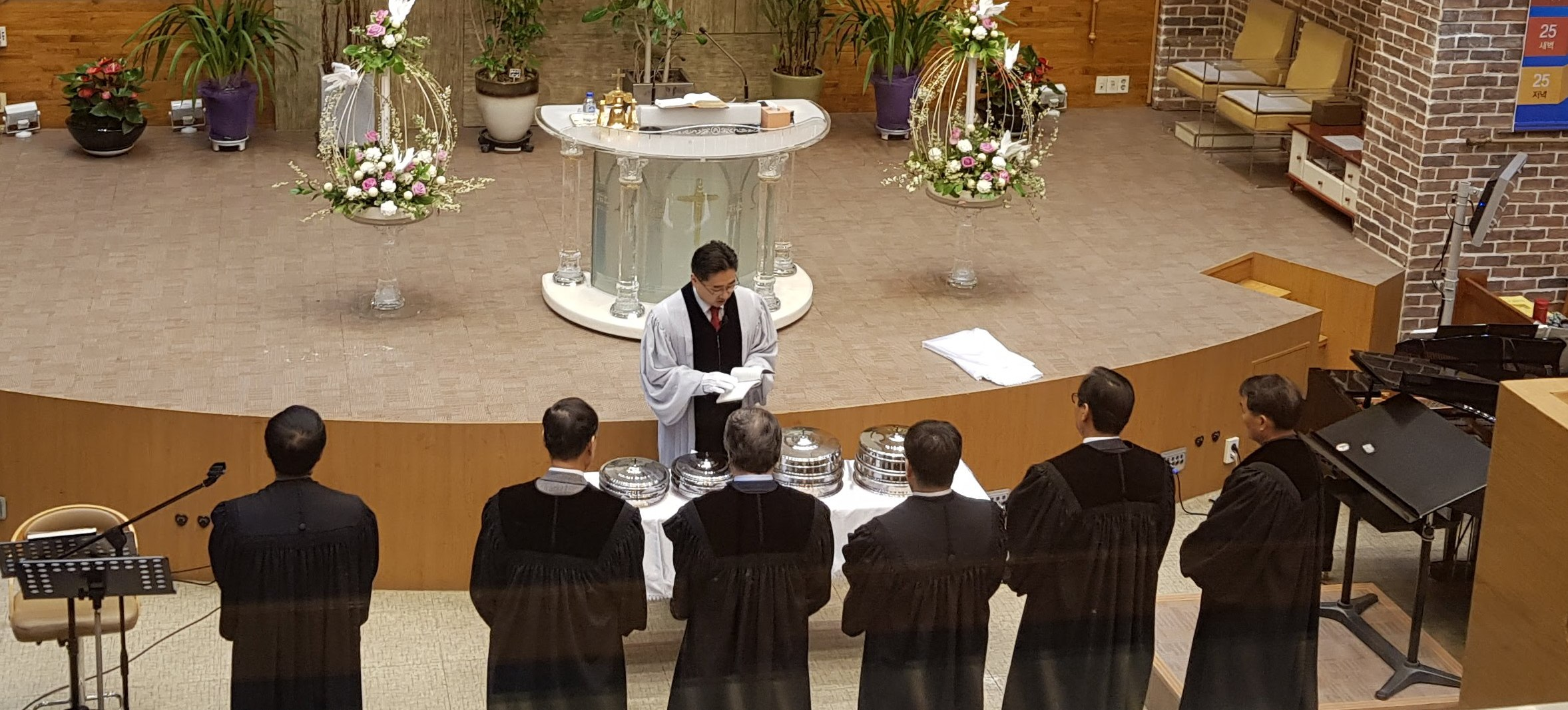
개신교회 성찬집례

기독교인들은 성찬 때 예수 그리스도가 영적으로 또는 실제적으로 그들과 함께 한다고 믿는데, 구체적으로 언제, 어디서, 어떻게 함께 하는지에 대해서는 교파나 신학 사조 별로 차이가 있으나 이런 차이를 교회일치운동(Ecumanical)으로써 극복하기 위해 1982년 페루 리마에서 열린 세계교회협의회(WCC) '신앙과 직제 위원회'의 총회에서 리마예식(lima liturgy,리마전례)을 마련하여 성찬의 의미와 수행을 위한 교회의 기준을 마련하였다.
성찬에 배석할 수 있는 신도는 배찬회원이라고 한다. 개신교회에서는 일반적으로 세례를 받아 신자가 된 성인 또는 유아세례를 받은 뒤 성인이 되어 신앙고백을 한 사람을 의미한다. 성공회에서는 개신교이든, 천주교이든, 정교회이든 보편교회(=공교회)에서 세례를 받은 기독교인이라면 성만찬 또는 영성체에 참여할 수 있다. 이들은 다 같이 교회역원을 교우들의 보통선거로써 선출하고 헌금을 받아 교회를 유지해 나가며, 교회원으로서의 권리와 의무를 지는 것으로 한 교회의 규모는 배찬회원에 의하여 알 수 있다.

## 용어
성찬을 가리키는 다양한 표현이 있다. 성식사, 성찬례, 성만찬, 성찬식, 성체성사, 성체성혈성사, 성찬의 전례, 영성체, 주님의 만찬(Lord Supper), 파스카(πασχα, 유월절), 성찬의 제사, 감사제 등이다. 성찬을 의미하는 영어 "유커리스트"(Eucharist)는 '감사하는 마음을 갖다'를 의미하는 고대 그리스어 "에우카리스테오"(εὐχαριστέω)의 파생 명사인 "에우카리스티아"(εὐχαριστία)에서 나온 전례 용어로 직역하면 "감사 예식"이라는 뜻이 된다.

## 신약성서에서의 언급
마태복음/마태오 복음서 26:26-29, 마가복음/마르코 복음서 14:22-24, 누가복음/루카 복음서 22:19-20, 고린도전서/코린토 신자들에게 보낸 첫째 서간 11:23-26에서 찾을 수 있다. 이중에 성찬에 대한 최초의 기록은 고린도전서/고린토인들에게 보낸 첫째 편지이며, 예배때마다 가난한 교우들이 성만찬에서 소외되는 불평등을 주님의 성체를 욕되게 한다고 비판하고 있다.

## 성찬예식 변화
초기 성찬예식은 초대교회 시기의 성경 말씀과 통합된 성찬으로 함께 떡과 포도주를 나누는 예식에서 점차 보편교회 시기인 3세기와 4세기에 말씀과 분리된 예전으로 발전하였다. 점차 성직자가 예전 처음부터 오로지 떡과 포도주를 들고 십자가만을 바라보고 예전을 진행하고, 성도들은 뒤에서 십자가와 잔을 든 성직자의 뒷모습만 보는 형태로 진행되었고, 성찬 순서에 따라 성직자는 성도들에게 떡과 포도주 분배시에만 돌아서고 성찬식은 다시 십자가를 향한 기도로 마무리되었다.

### 서방교회의 예식 변화
초기 성찬예식은 5개 지역의 연합체인 공교회 즉 로마제국의 천도로 형성된 비잔틴 제국의 수도, 콘스탄티노플을 중심하여 구체적인 예식으로 발전하였고, 서방교회는 헬라어로 작성된 동방교회의 성찬 예식을 라틴어 번역과 그에 따른 성찬곡의 변화 수준에서 서방교회 성찬예식, 즉 서방교회 성찬예식의 성찬 전통이 형성되었다. 서방교회 역시 성직자의 집례는 성도들보다 십자가를 바라보는 동방교회의 예식을 따랐고, 서방교회에서는 점차 떡을 주되 포도주는 주지 않는 형태가 되었다.

### 개신교회의 성찬변화와 종교 음악
서방교회 내에서 16세기 종교개혁으로 개신교 성직자가 공동의 성찬 즉, 성직자가 성도들을 바라보고 떡과 포도주를 함께 나누는 성찬을 집례하기 시작하였고, 개신교 교회는 점차 예배와 교회 문화적으로 바흐, 헨델과 같은 작곡가들과 성찬식을 중심으로 새로운 형태의 개신교회음악을 발전시켰고, 초대교회의 전승을 따라 십자가만을 향하기보다 성도들을 향한 성찬예식을 발전시켰다. 매주 또는 매달 시행하는 성찬예식은 성도를 향하고, 떡과 포도주를 성직자와 성도가 함께 나누는 성찬예식은 새로운 교회 음악과 서방교회 전반의 성찬예식에 변화를 가져왔다.
이런 변화 속에서 개신교회의 성찬 운동과 18세기 감리교회의 매주 성찬 권고를 필두로 다른 개신교회에서도 성찬인식 변화가 일어났고, 19세기 천주교회는 1차 바티칸공의회를 통해 매주 성찬을 나눌 것을 권고하였고, 20세기 1964년 2차바틴칸 공의회에서 천주교회에서도 성찬을 기존 십자가를 향한 로마전례에서 성도들을 향한 성찬전례로 바꾸었고, 현재의 천주교회의 성찬 예전의 기준이 되었다. 1960년대말에 2차바티칸 공의회가 권고한 새로운 성찬예전과 미사 방식, 성직칼라셔츠를 포함해 개신교회의 영향이라고 거부감을 갖는 사제들의 반대 운동이 벌어지기도 했었다.
현재에는 1986년 WCC에서 작성한 리마예식이 동서를 막론하고 전세계 교회의 성찬예식의 기준으로 제시되어 활용되고 있다.

## 신학적 해석들
기독교 역사상 교파와 신학 사조에 따라 성찬에 대한 다양한 신학적인 해석을 갖고 있으며, 특히 성찬 때 예수께서 함께 한다는 의미에 대한 해석(성찬신학/영성체신학)은 크게 다음과 같이 나눌 수 있다.

### 기념론
'기념론' 또는 '기념설'은 신약성서의 복음서와 바울로(바울, 바오로)의 편지로 1세기부터 전승되었고, 현재 개신교회 전반의 성만찬 이해이다. 교부시기인 3~4세기의 인물인 유세비우스는 상징설 즉 기념설을 주장하며, 4세기 아우구스티누스의 펠라기우스 사상에 대한 비판에서 기념설에 대한 주장이 나타난다. 아우구스티누스 감독/주교의 스승이었던 암브로시우스 감독/주교는 성찬을 "우리 주 예수 그리스도의 몸과 피에 대한 상징"으로 설명한다. 11세기 교회 대분열 이후 서방교회는 성변화가 강화되어 화체설이 되었다. 
기념설은 서방교회에서 16세기 종교개혁을 통해 재조명되었다. 현재 개신교 대부분이 따르고 있는 성만찬 해석으로, 공재설과 상징설 등을 합쳐 가리키는 개념이다. 아우구스티누스 상징설 즉 기념설을 중심으로 종교개혁을 통해 더욱 발전하였고. 종교개혁 이전 베렌가리우스가 11세기 경 "그리스도는 성체 안에 표징과 상징으로만 현존한다"고 주장하였다. 
종교개혁으로 마르틴 루터의 공재설, 장 칼뱅의 영적 임재설, 울리히 츠빙글리 등의 상징설(기념설)을 통해 재조명되었다. 기념설에 따르면 성찬은 예수 그리스도의 최후의 만찬을 상징으로서 기념하는 것일 뿐이며, 실제적이고 실체적으로 본질상 그리스도의 몸과 피로 변하지는 않는다. 다만 공재설을 받아들이는 루터교회에서는 그리스도가 빵과 함께, 위에, 그리고 빵속에  실재한다고 한다. 성찬을 몸에 먹으면서 그리스도의 영적 요소가 신자에게 깃든다고(공재) 가르친다. 영적 임재설을 받아들이는 장로교회는 비록 성만찬이 그리스도가 영으로 함께하심을 받아들인다. 성공회교회의 성사적 임재설이 있다.

### 성령에 의한 성변화론
'성령에 의한 성변화론'은 기념론의 강화형태로 기념론의 신학적 배경을 지니며, 이를 강화한 정교회의 성체성혈성사 이해이다. 개신교회의 공재설과 유사한 부분도 있다. 
교리화는 8세기 경의 교부인 다마스쿠스의 성 요한의 전례이론에 따른다. 성체성혈성사 때에 성령이 오시어 하느님의 신비를 이루시고 빵과 포도주가 그리스도의 성육화하신다고 믿는다. 이는 기념설의 강화 형태로 발전하였다. 흔히 그리스도의 완전한 성체가 되는 것이 아닌 "메타볼레" 즉 단순한 빵의 상태를 넘어선 성령 안에서 거룩한 상태가 된 것으로 이해한다.

### 화체설
'화체설'(또는 실체변화, 성변화론)은 천주교회에서 따르고 있는 신학적 개념으로, 13세기에 교리화하였으며, 천주교회에서는 화체설보다는 '성변화'라고 한다. 화체설은 2세기 이후에 신학적 개념으로 등장했지만 기념설과 달리 논란이 되었고 기념설과 성령에 의한 변화를 지지한 보편교회에서는 수용하지 않은 개념이었다. 
4세기 동방교회에서 예루살렘의 키릴루스가 성찬의 성물이 여전히 지각할 수 있는 빵과 포도주로 남아 있다고 지적하면서 그리스도의 몸과 피에 대한 모형이라고 칭하는 상징론에 바탕을 둔 반상징, 반실체론이 주장되었다. 니사의 그레고리우스도 상징론에 "성분을 변화시킨다"는 주장을 담아 초기 실체변화의 기초를 두었다. 5세기 이후 보편교회에서는 기념설을 강화하는 반기념, 반실체론 등을 형성하며 성찬을 통해 빵이 성령 안에서 거룩해지는 성령을 통한 성변화가 널리 수용된다. 5세기에 현재의 서방교회 지역에서는 상징론, 기념설이 중심이었다가 점차 현재의 화체설의 초기 형태인 '실재설'이 등장하였고, 점차 현재의 실체변화 개념이 형성되었다. 그러나 이는 서방교회가 되는 로마교회 지역에서 신학적 주장과 논쟁이었을 뿐이었고, 로마교회는 보편교회의 기념설을 따랐다. 
화체설이 교리화한 것은 교회 대분열 이후 서방교회에서 이뤄졌다. 서방교회 신학자인 12세기 토마스 아퀴나스의 성변화 개념을 13세기 라테란 공의회를 통해 교리화하였다. 성찬례에 사용되는 빵과 포도주가 사제의 축성(거룩함을 기원함)을 통해 질료로써의 빵과 포도주로 남아있으나, 빵과 포도주의 형상, 곧 본질은 예수의 살과 피로 변한다는 교리이다. 복음서에서 예수가 스스로를 하늘에서 내려온 살아있는 빵이라 한 것과 최후의 만찬에서 빵을 스스로의 몸이라 하고 포도주를 스스로의 피라고 한 것.을 문자적으로 해석한 것에서 유래한다.

## 교파별 해석
1세기에 나타난 기념설을 따르는 개신교회에는 공재설, 기념설, 영적임재설 등이 있으며, 8세기에 기념설을 강화하고, 체계화한 성령에 의한 성변화를 따르는 정교회가 있으며, 교회 대분열 이후 13세기에 교리화한 화체설을 따르는 로마 가톨릭교회가 있다. 

### 로마 가톨릭교회
로마 가톨릭교회에서는 13세기에 교리화한 화체설을 따른다. 성체성사를 그리스도의 죽음을 재현하는 희생의 제사로 보며, 예수가 스스로 자신의 살을 빵이라고 한 것에서 유래하여 사제가 축성한 제병(빵)과 포도주가 그리스도의 몸과 피로 변한다는 실체변화를 믿는다. 그래서 가톨릭교회에서는 사제의 축성으로 변한 그리스도의 성체에 경배를 표하는 성체조배를 한다. 이전에는 일반적으로 평신도는 성혈을 받아 모시지 않았는데 (이를 단형 영성체라고 함) 이 당시에도 사제는 언제나 빵과 포도주를 둘 다 모시는(영하는) 양형 영성체를 했다. 현대 가톨릭교회에서는 특별한 경우에 한하여 평신도들에게도 양형영성체를 하도록 할 수 있지만, 여전히 미사에서 회중들의 일반적인 영성체 방식은 교회의 전통을 따른 단형 영성체이다. 19세기 1차 바티칸공의회의 교령에 따라 매일 전 세계에서 동일한 양식으로 미사를 하며, 미사 중간에 영성체를 하고 있다. 매해 삼위일체 대축일 다음 주일을 그리스도의 성체성혈 대축일로 지낸다.

### 동방 정교회
동방 정교회에서는 예수께서 감사의 성만찬 성사를 정하셨다는 복음서와 바울로의 주장에 따라 성찬을 예배의 중심으로 이해한다. 이는 기념설에서 거룩함을 강조한 형태로 등장하였다. 초기 기독교와 교부들의 전통에 따라 그리스도와 참된 교제의 신비로서 성만찬을 통해 예수 그리스도를 관상할 수 있다는 상징적 개념으로 설명하였다. 8세기에 이르러 이콘반대주의가 전개되면서 실재론적 입장서 성찬에 대한 견해에 변화가 나타났다. 니케포로스가 성찬이 인간적 몸으로 변형한다는 주장한 이후 성체와 성혈이 된다는 입장이 널리 수용되었다. 그러나 이 변화는 서방교회의 "화체"가 아니라 역동적 의미의 변화인 성육화, "메타볼레"를 용어로 사용한다. 11세기 서방교회와 성찬 제병 논쟁에서 일상적인 누룩이 든 빵이 생동하는 그리스도의 인성을 상징하며, 일상적 빵이 참된 성육화라고 보았다. 또한 빵이라는 헬라어 단어 '아르토스'가 '누룩 있는 것'을 의미하며 최후의 만찬이 유월절이 오기 전인 성 목요일(주님의 성체성사 제정일)에 이루어졌기 때문에 당시 상황에 무교병(누룩 없는 빵)을 먹기 전이었다고 보기 때문이다. 성찬예배를 집전하는 사제가 성도들에게 포도주를 직접 떠서 먹임으로써 제병과 포도주를 정교회 사제와 신도가 모두 받는다.

### 개신교회
개신교의 성만찬에서는 반드시 모든 성직자와 성도가 그리스도의 피를 상징하는 포도주와 살을 의미하는 떡을 함께 나눈다. 개신교회에서 성만찬의 기념은 단순히 기억하고 전례를 수행하는 것이 아니다. 이 "기념"은 그리스도의 고난과 죽음을 기념하고 감사하며, 주님의 도래를 기억하고, 성령의 활동을 통해 교제하는 것을 의미한다. 이러한 개신교의 성만찬 이해는 성서에 따라 사도 바울로의 서신과 누가 복음서에 나온 기념(아남네시스, ἀνάμνησις)의 개념이다. "기억, 회상, 재현, 새롭게 경험함"을 의미하는 이 단어는 단순히 기억하는 것이 아니라 온몸과 마음으로 생각나게 하는 것, 상황에 함께 하는 것을 의미한다. 따라서 개신교회의 "기념"의 성찬식은 그리스도가 제자들과 성만찬을 제정하시던 순간에 성별된 빵과 포도주에 지금도 참여하여 늘 새롭게 경험하게 하는 온전한 기념의 과정이라고 본다. 이러한 성만찬에 대한 신학적 이해는 현대에 와서도 발전하여 에큐메니컬 성만찬 곧 교회일치 운동으로써 가시적 일치를 이루려는 그리스도인들의 성만찬을 형성하는데 큰 기여를 하였다. 
성직자가 십자가를 뒤로 하고 성도를 향해 서서 성찬을 집례하는 방식은 초대교회의 성찬을 되찾으려는 개신교회의 노력으로 16세기에 형성되었다. 그 이전까지 성찬은 성직자가 십자가만을 바라보고 집례하는 방식이었다. 개신교회만이 아니라 1960년대 천주교회에서도 수용하였다. 현재는 서방교회 전통의 교회들은 성직자가 성도를 바라보며 성찬을 집례한다.  
개신교 전반은 기념설을 따르며, 기념설 내에서 성찬에 대한 교단별 약간의 강조와 차이를 구분하면 아래와 같다.

#### 루터교회
루터교에서 실재설로 불리는 성만찬 신학은 세례와 더불어 인정되는 두 가지 성례이다. 루터교는 필리프 멜란히톤이 포도주의 잔을 평신도에게 내민 것을 시작으로 떡과 포도주를 모두 평신도에게 분배해왔다. 루터교는 13세기 이후 서방교회에서 주장하는 사제의 축성을 통한 성변화와 급진적 개혁자였던 츠빙글리의 단순 기념설 모두를 비판했다. 마르틴 루터는 목사가 중요한 것이 아니라, 목사가 축성시 사용하는 하나님의 말씀 고린도전서 11:23b-25을 통해 주의 몸과 피가 빵과 포도주에 (in, with, and under) 임재 한다고 본다. 이를 대하는 수찬을 받는 사람의 믿음이 빵과 포도주 그리고 살과 피에 담겨져있는 복음으로 인해 자라며 죄용서의 확신을 얻게 된다. 루터교에서 평신도들의 긴급 세례 (emergency baptism)를 허용하는 이유도 안수받은 목사가 세례를 주어야 실효성이 있는 것이 아니고, 세례를 줄때 사용하는 하나님의 말씀, 마태복음 28:19b "아버지와 아들과 성령의 이름,"에 능력이 있다고 믿는다. 누가 성만찬과 세례를 집례하는가보다 어떻게 (하나님의 말씀) 집전하는가가 더욱 중요하다. 성만찬이 그리스도를 기념하거나 그리스도가 영적으로 임재하는 것이 아니라 그리스도의 몸과 피가 빵과 포도주와 함께 실재하는 것이라고 주장했다. 루터 사후에는 공재설로 입장이 정리되기도 했다.

#### 개혁교회
개혁교회와 장로교회는 그리스도의 영적 임재설이라는 성만찬 신학을 주장한다. 종교개혁자 칼뱅은 루터의 공재설과 츠빙글리의 기념설과는 다른 영적인 임재를 내세웠다. 비록 그리스도의 몸은 천상에 있으니 육신으로 빵과 포도주가 변하는 것은 아니지만, 영으로 함께 한다고 인식한다. 오늘날 한국 장로교회는 여전히 영적인 임재를 가르치나, 단순한 기념으로 이해하는 경우가 많다.

#### 성공회
성공회에서 성체성사(성만찬)은 세례와 더불어 신약성서에 명시된 성사이며, 다른 말로는 성체성사, 성찬, 성찬례, 주님의 만찬이라고 한다.
성체만을 영하는 천주교회와는 달리, 성공회에서는 감사성찬례때마다 사제가 축성한 빵과 포도주를 모두 영한다. 또한 성공회에서는 사제가 축성한 빵과 포도주에 예수 그리스도가 성령에 의해 임재하므로, 성공회 신자는 성만찬을 통해 그리스도의 성체와 성혈을 모시게 된다는 '성사적 임재설'을 따른다.
현재 세계 성공회 공동체에 속한 모든 성공회교회들은 초대교회의 예배양식에 따라 말씀의 전례와 성찬의 전례를 균형을 이루는 감사성찬례를 드린다.

#### 침례교회
침례교회에서는 성만찬을 단순한 상징으로 이해하며 주의 만찬(Lord supper)라고 부르며, 단순 기념과 상징으로 이해한다.

#### 감리교회
감리교회는 성령의 임재와 성화에 이르는 은혜의 수단으로서 성찬을 이해한다. 기념설을 벗어나지 않으나, 목사의 제정사를 통한 성만찬을 거행하며, 성찬은 세상의 화해와 감사를 표현하며, 동시에 하나님의 미래적인 구원 활동에 대한 소망을 나타낸다고 본다. 성찬은 예전에서 많은 성경적 측면을 담았으며, 예수의 죽음을 기억하고, 예수의 화해를 현재화하고, 교제의 축제와 맺은 "새로운 언약의 표시"이며, "그리스도 안에 있는 구원이 거듭 새롭게 약속"되고, 떡과 포도주으로 성령은 성도들로 하여금 승천하신 그리스도와 교제와 그분의 용서를 확신하게 하는 은혜의 원천이며, 은혜를 받는 수단이다. 예배에서 특히 성만찬은 매우 중요하게 여기며, 감리교회는 18세기부터 천주교회보다 앞서 (19세기 1차 바티칸 공의회 이전) 예배시 매주 성만찬을 권고하는 교단이기도 하다.

## 같이 보기
- 성목요일
- 성찬기도
- 아르메니아 전례
- 성찬예배
- 양형 영성체
- 성찬 포도주
- 성변화
- 세례
- 성사
- 최후의 만찬
- 마르부르크 회의
- 종교 개혁
- 아가페 연회
- 상호내주

## 관련 문헌
- 한국기독교교회협의회 편역《리마예식서》한국기독교교회협의회, 1986.